# Campionato sudamericano femminile di pallacanestro 1989
Il 21º Campionato dell'America Meridionale Femminile di Pallacanestro (noto anche come FIBA South American Championship for Women 1989) si è svolto dal 18 al 25 aprile 1989 a Santiago, in Cile. Il torneo è stato vinto dalla nazionale brasiliana.

## Squadre partecipanti
- Argentina
- Brasile
- Cile
- Colombia
- Perù
- Venezuela

## Classifica finale
| Pos | Squadra   | V-P |
| --- | --------- | --- |
|     | Brasile   | 5-0 |
|     | Perù      | 3-2 |
|     | Argentina | 3-2 |
| 4   | Cile      | 3-2 |
| 5   | Colombia  | 1-4 |
| 6   | Venezuela | 0-5 |